# Ingarskila å
Ingarskila å är ett vattendrag i Finland.  Ån rinner genom byn Ingarskila i Ingå kommun. Ån byter namn ett antal gånger innan den slutligen mynnar ut i Degeröfjärden.